# Zanthoxylum novoguineense
Zanthoxylum novoguineense är en vinruteväxtart som beskrevs av Thomas Gordon Hartley. Zanthoxylum novoguineense ingår i släktet Zanthoxylum och familjen vinruteväxter. Inga underarter finns listade i Catalogue of Life.